# The Mark of the Rani
A The Mark of the Rani a Doctor Who sorozat 139. része, amit 1985. február  2.–a és 9.-e között adtak két epizódban.
Ebben a részben jelenik meg a Doktor új ellensége, aki Idő Lord (pontosabban Lady) Rani (nem összetévesztendő Rani Chandra-val).

## Történet
A Doktor Tardis-át valami eltéríti és a 19. század elején Észak-Angliában, egy szénbánya közelében landol, a luddita mozgalom idején. A Doktor hamarosan rájön, hogy nem ők az egyetlen időutazók a helyszínen. A Mester akadályozni igyekszik a lázadó munkások és a tudósok (Faraday, Stephenson) közti tárgyalásokat. De egy másik gonosz Idő Lord (pontosabban Lady) is jelen van Rani (szintén a Doktor régi osztálytársa volt) aki az emberek agyából von ki egy kémiai anyagot. A Doktor így kettős harcot kell vívnia: megállítani Rani embertelen kísérleteit, és a Mester szándékát az ipari forradalom megakadályozására.

## Epizódlista
| Epizódok sorszáma | Bemutató napja   | Hossza | Nézők száma (millió) |
| ----------------- | ---------------- | ------ | -------------------- |
| 1.                | 1985. február 2. | 45:01  | 6,3                  |
| 2.                | 1985. február 9. | 44:35  | 7,3                  |

## Könyvkiadás
A könyvváltozatát 1986. június 12.-n adta ki a Target könyvkiadó. Írta Pip és Jane Baker.

## Otthoni kiadás
- VHS-n 1995 júliusában adták ki
- DVD-n 2006. szeptember 4.-n adták ki.

### Fordítás
- Ez a szócikk részben vagy egészben  a   The_Mark_of_the_Rani című angol Wikipédia-szócikk fordításán alapul.  Az eredeti cikk szerkesztőit annak laptörténete sorolja fel. Ez a jelzés csupán a megfogalmazás eredetét és a szerzői jogokat jelzi, nem szolgál a cikkben szereplő információk forrásmegjelöléseként.